# Mike Pelino
Mike Pelino (9 de enero de 1978) es un guitarrista estadounidense de punk rock, conocido por acompañar a Green Day en las giras.

## Bandas musicales

### Con Green Day
Ha sido visto tocando con Green Day Homecoming, Are we The Waiting, St. Jimmy, Jaded, Extraordinary Girl, King for a Day y Give me Novacaine. En King for a Day, en los conciertos, se disfraza de mago. Está en la banda desde 2003, pero solo toca en las actuaciones en directo del grupo. Mike se encarga de la segunda guitarra cuando Jason White se encarga de la primera.

### Con The Enemies
Mike Pelino también toca en un trío de punk rock llamado The Enemies. En la banda tiene el papel de guitarra y voz. La banda tiene como discográfica Lookout Records.

## Estado civil
Mike está casado con Julie Rollins.
- Datos: Q9033035